# سیارک ۵۲۷۴
سیارک ۵۲۷۴ (به انگلیسی: 5274 Degewij، نامگذاری:1985RS) پنج هزار و دویست و هفتاد و چهارمین سیارک کشف شده‌است که در ۱۴ سپتامبر ۱۹۸۵ کشف شد.
قدر مطلق سیارک برابر ۱۲٫۳۰ است.